# Délestage de carburant
Le délestage de carburant (en anglais fuel dumping) est une technique qui consiste à alléger les réservoirs de carburant d’un avion en vol, en cas d’urgence, alors qu’il doit atterrir au plus vite.
En termes aéronautiques, la procédure de largage carburant en elle-même est appelée « opération de délestage ».

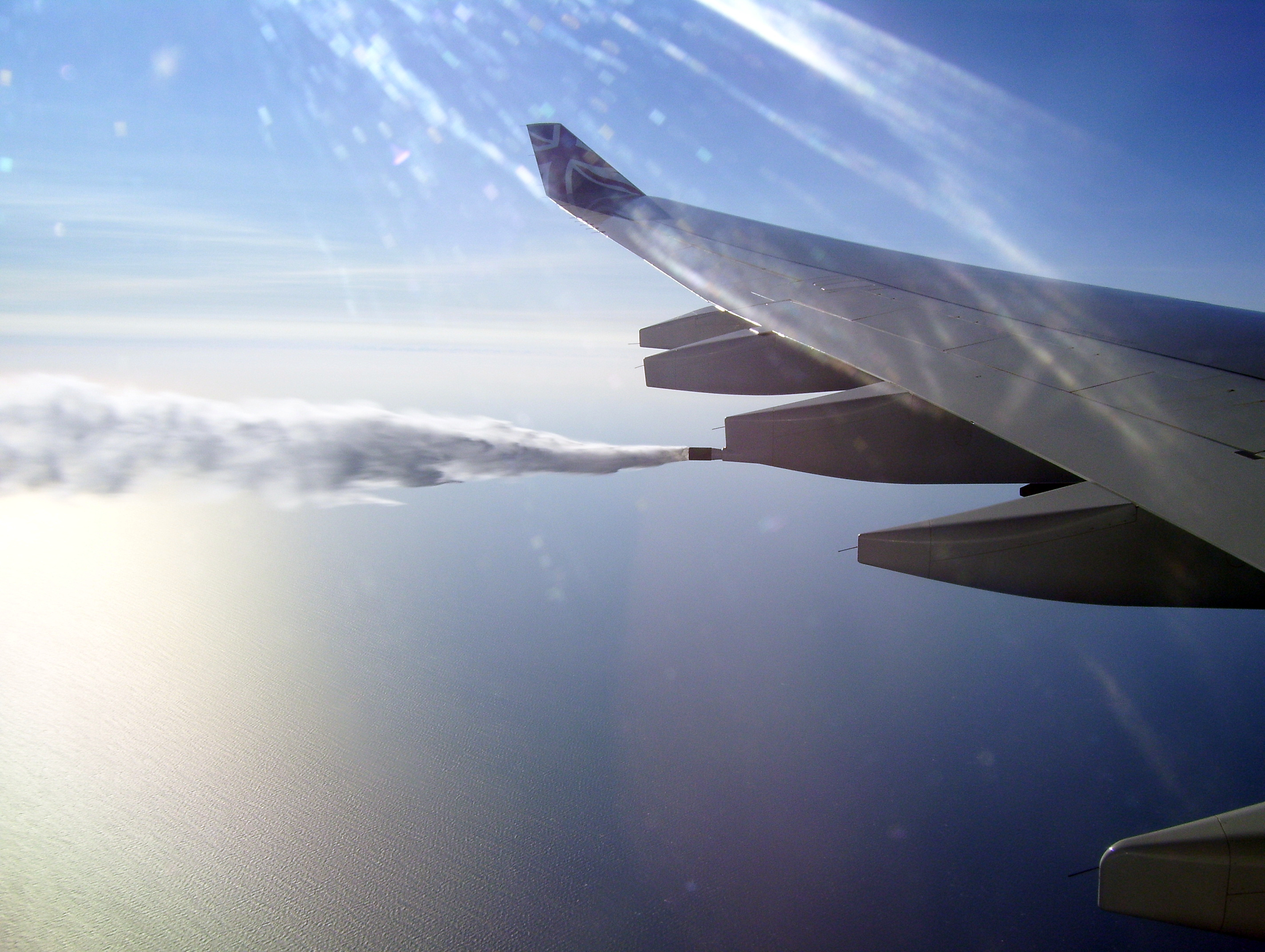
Delestage d'un Airbus A340-600

## Historique

### La règle des 105%

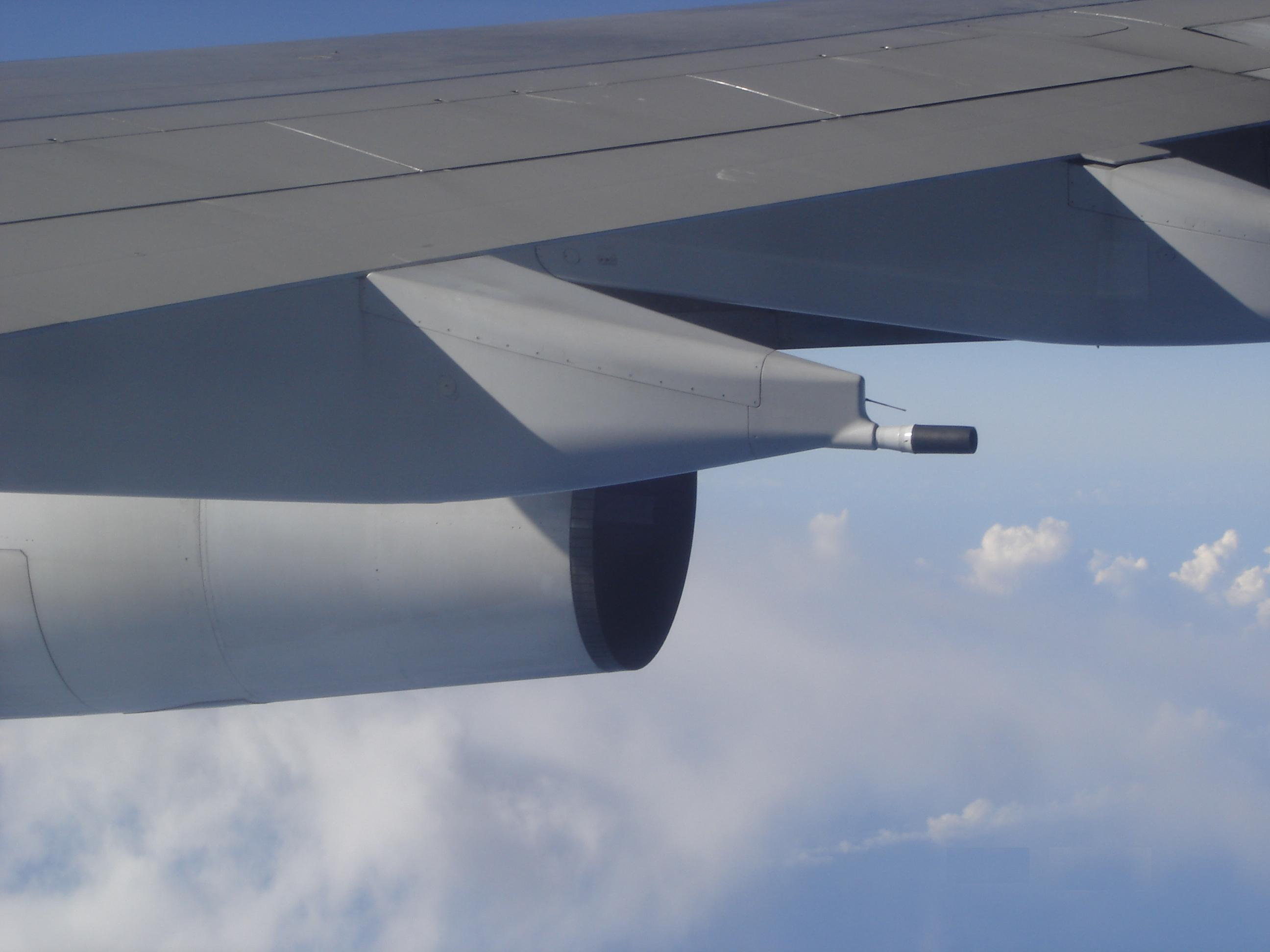
Système d’évacuation de carburant sur un A340-311

De manière générale, un avion a deux types de limitation de poids. La première est la masse maximale au décollage, la seconde la masse maximale à l’atterrissage, qui est en général la plus petite des deux. En temps normal, cela permet à un avion de décoller à masse maximale, de consommer du carburant en vol et d'arriver à destination avec un poids moindre (il y a d’autres variables qui influencent les masses maximales, mais elles ne seront pas prises en compte ici pour plus de simplicité).
C’est lors d’un vol qui sort de la routine que la masse maximale à l’atterrissage peut poser problème. Si un avion décolle à masse maximale et doit faire face à une situation quelconque qui l’oblige à retourner à son aéroport de départ (problème technique, malaise d’un passager…), il n’aura pas le temps de consommer le carburant nécessaire et sera au-dessus de la masse maximale à l’atterrissage.
Quand les premiers jet commerciaux firent leur apparition à la fin des années 1950, la  FAA instaura une loi indiquant que si la masse maximale au décollage excède 105 % de la masse maximale à l'atterrissage, l’appareil doit être muni d’un système d’évacuation du carburant. Des avions comme le Boeing 707 et du Douglas DC-8 en furent alors équipés. Si un de ces avions devait retourner vers l’aéroport d’où il avait décollé, il lui suffirait de larguer juste assez de carburant pour ramener sa masse au-dessous de sa masse maximale à l’atterrissage, puis atterrir.

### Assouplissement de la règle
Dans les années 1960, Boeing introduisit le 737 et Douglas le DC-8, les modèles originaux de ces deux avions étant des court-courriers, la loi des 105 % n’était pas un problème. Mais des variantes apparurent, équipées de moteurs JT8D plus puissants. Leur autonomie augmenta, ainsi que leur masse, les rendant incompatibles avec la loi des 105 %. L’installation de système d’évacuation de carburant étant trop coûteuse, la FAA abolit la « loi des 105 % », à condition que les appareils respectent les normes FAR 25.119 et FAR 25.121 après un vol de 15 minutes. En d’autres termes, il faut que l’avion (surchargé) puisse se poser avec les volets sortis au maximum et soit avec les deux réacteurs en fonctionnement, soit avec un réacteur hors-service.
Depuis, la majorité des biréacteurs atteignent ces exigences. Le Boeing 737 (tous les modèles), le Douglas DC-9/MD-80 et Boeing 717, la famille Airbus A320 et de nombreux jets régionaux ne sont pas équipés de système de fuel-dumping. Dans  le cas d’une urgence qui requiert un retour à l’aéroport de départ rapide, les pilotes ont pour consigne de descendre en décrivant des cercles afin de brûler du carburant, voire, si la situation l’exige, simplement d’atterrir. Les avions récents sont conçus pour pouvoir atterrir en surpoids dans des cas exceptionnels, moyennant une inspection poussée.

## Équipement des appareils actuels
Beaucoup de films et d’informations télévisées prétendent que tous les avions peuvent lâcher du carburant, mais en fait, la majeure partie en est incapable. Seuls les gros-porteurs long courrier (moins de 10% du trafic passager) sont équipés de dispositifs de fuel dumping.
Les biréacteurs à plus long rayon d’action tels que les Boeing 767, les Airbus A300, A310, A320 n’ont pas de système d’évacuation du carburant. Ce paramètre dépend de la date de commande ou des désirs du client. Les tri- et quadriréacteurs comme le L-1011, le McDonnell Douglas MD-11, le Boeing 747 et l’Airbus A340 ont généralement des problèmes pour atteindre la norme FAR 25.119 quand ils décollent à masse maximale. C’est pourquoi presque tous ces avions possèdent un système de largage de carburant. Le Boeing 757 en est dépourvu, car ses deux masses maximales sont proches.

## Conditions de largage
De nos jours, les opérations de largage de carburant sont gérées par le contrôle du trafic aérien, qui veille à ce qu’aucun autre appareil ne se trouve dans une zone de largage. Elles s’effectuent d’habitude à une altitude assez élevée (supérieure à 2000 mètres) pour que le carburant se dissipe avant de toucher le sol,. Le carburant quitte l’avion par des ouvertures se situant près du bout des ailes, mais de façon à les éloigner le plus possible des réacteurs.
L’utilisation de ce procédé à la plus large échelle eut lieu le 11 septembre 2001, quand de nombreux avions se virent refuser le droit d’entrer dans l’espace aérien américain (conséquence des attentats). Des vols furent déviés vers Terre-Neuve au Canada ou durent retourner à leur aéroport de départ. Pour les moyen-courriers incapables de se poser en surpoids, la seule issue fut de se débarrasser d’une partie de leur kérosène.
Les conséquences des largages de carburant sur la santé des populations et l'environnement, considérées comme bénignes par les autorités, font l'objet d'interrogations de la part de certains élus,. Sans être des manœuvres de routine, ces opérations sont assez fréquentes dans certaines régions : ainsi, en 2016, plus de 240 tonnes de carburant ont été larguées au-dessus du seul Land de Rhénanie-Palatinat.

## Dump-and-burn

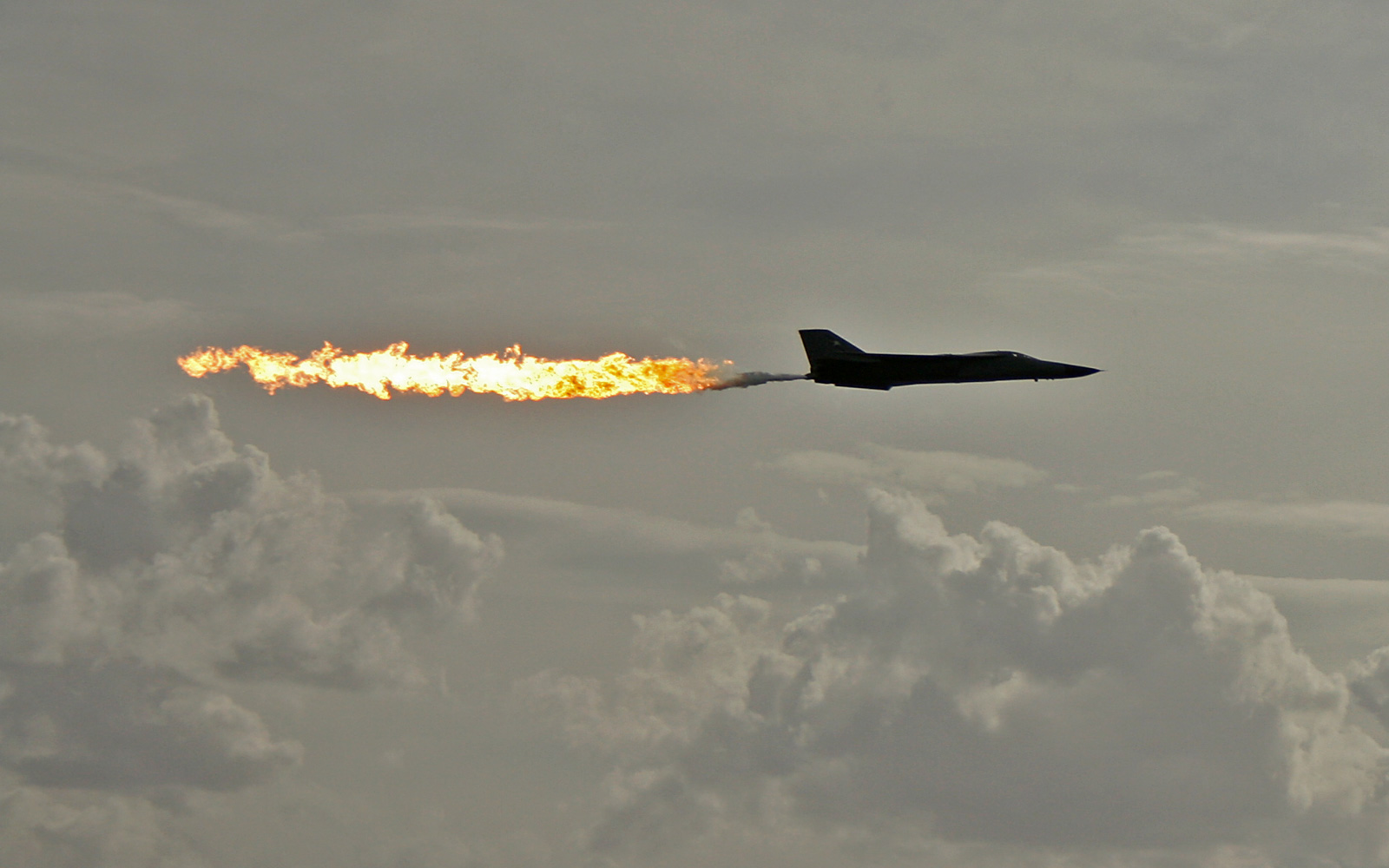
Un F-111 de la RAAF effectuant un dump-and-burn.

Le dump-and-burn est un fuel dumping où le carburant est intentionnellement enflammé par les rampes de post-combustion du réacteur de l’avion. La flamme spectaculaire engendrée combinée à une vitesse élevée fait du dump-and-burn une figure populaire lors de meetings aériens ou comme bouquet final pour un feu d'artifice. Cette pratique est aussi connue sous le nom de « torche » ou « Zippo ».
Les F-111 australiens sont souvent utilisés à cet effet, notamment lors de la cérémonie de clôture des Jeux olympiques de Sydney en 2000. Les pilotes ont décrit cette expérience comme exaltante, même si eux-mêmes ne peuvent pas voir la flamme, mais juste une lueur orangée dans le ciel, la flamme immense produisant une lumière intense.
Certaines sources[Lesquelles ?] prétendent que l'USAF aurait abandonné cette pratique pour des raisons de coûts et de sécurité.
Le dump-and-burn est rarement utilisé en combat, sauf pour l’éclairage d’une zone pour une observation nocturne mais jamais lors d’un combat actif (l’avion deviendrait très vulnérable). Il peut aussi être utilisé comme leurre contre un missile à guidage infrarouge ou pour aveugler un ennemi en générant un rideau de fumée.

## Trainée de carburant et trainée de condensation
Dans certaines conditions météorologiques (humidité de l’air élevée), les avions volant à basse altitude laissent des traînées de condensation qui se forment au-dessus et aux extrémités des ailes. Des observateurs prennent parfois ce phénomène pour un largage de carburant, alors que ce n’est que de la vapeur d’eau. Cette condensation est due à la dépression engendrée par la vitesse de l’avion.